# Pauia belladonna
Pauia belladonna är en potatisväxtart som beskrevs av Debendra Bijoy Deb och R. Dutta. Pauia belladonna ingår i släktet Pauia och familjen potatisväxter. Inga underarter finns listade i Catalogue of Life.